# Stegastes leucostictus
Stegastes leucostictus är en fiskart som först beskrevs av Müller och Troschel, 1848.  Stegastes leucostictus ingår i släktet Stegastes och familjen Pomacentridae. Inga underarter finns listade i Catalogue of Life.